# هونغسونغ (محافظة)
هونغسونغ (هونغسونغ غون) هي مدينة في كوريا الجنوبية، و عاصمة مقاطعة تشنغتشونغ الجنوبية. الاسم الأصلي لهذه المدينة هو هانغجو.

## أعلام
- تشوي يونغ

## وصلات خارجية
- Official local government website